# Forum economico di Krynica
Il Forum Economico è un incontro internazionale organizzato annualmente dal 1992 nei primi di settembre in Polonia. L’organizzatore del Forum è la Fondazione Istituto degli Studi Orientali fondata da Zygmunt Berdychowski. Il Forum riunisce politici, uomini d’affari, esperti, ricercatori nonché i rappresentanti dei media e delle organizzazioni non governative, inizialmente dall’Europa centro-orientale per poi essere allargato a tutta l’Europa.
Per oltre 25 anni della sua storia il Forum Economico è evoluto da una piccola riunione di 100 partecipanti, maggiormente dalla Polonia nel 1992 ad essere uno dei più significativi incontri dei leader politici ed economici nell’Europa centro-orientale.
Secondo gli organizzatori, il Forum Economico ha come obiettivo creare un clima favorevole allo sviluppo della cooperazione politica ed economica nell’Europa. Le opinioni dei relatori del Forum vengono citate dai media mondiali e discusse da esperti internazionalmente riconosciuti.

## Partecipanti
Ogni anno il Forum riunisce rappresentanti della politica, del mondo d’affari e della società, tra cui capi dello stato, primi ministri, membri del governo, commissari dell’UE, parlamentari, vertici delle aziende, esperti e rappresentanti del mondo della cultura e dei media. Oltre 4000 persone da più di 60 paesi dell’Europa, dell’Asia e degli Stati Uniti hanno partecipato alla XXIX edizione del Forum Economico tenuta nel settembre 2019.
Tra i partecipanti delle edizioni passate del Forum ci sono:
Valdas Adamkus, José María Aznar, Gordon Bajnai, José Manuel Barroso, Marek Belka, Elmar Brok, Jerzy Buzek, Emil Constantinescu, Massimo D'Alema, Norman Davis, Valdis Dombrovskis, Roland Dumas, Andrzej Duda, Mikuláš Dzurinda, Robert Fico, Jan Fisher, Kolinda Grabar-Kitarović, Alfred Gusenbauer, Dalia Grybauskaitė, Václav Havel, Danuta Hübner, Toomas Hendrik Ilves, Arseniy Jatsenyuk, Viktor Janukovych, Viktor Jushchenko, Jarosław Kaczyński, Ewa Kopacz, Aleksander Kwaśniewski, Bronisław Komorowski, Gediminas Kirkilas, Horst Kohler, Milan Kučan, Vytautas Landsbergis, Thomas de Maizière, Stjepan Mesić, Mario Monti, Leszek Miller, Viktor Orbán, Andris Piebalgs, Petro Poroshenko, Viviane Reding, Mikheil Saakashvili, Jorge Sampaio, Karel Schwarzenberg, Bohuslav Sobotka, László Sólyom, Beata Szydło, Boris Tadić, Mirek Topolánek, Donald Tusk, Vaira Vīķe-Freiberga, Lech Wałęsa, José Luis Zapatero.

## Partecipanti dall'Italia

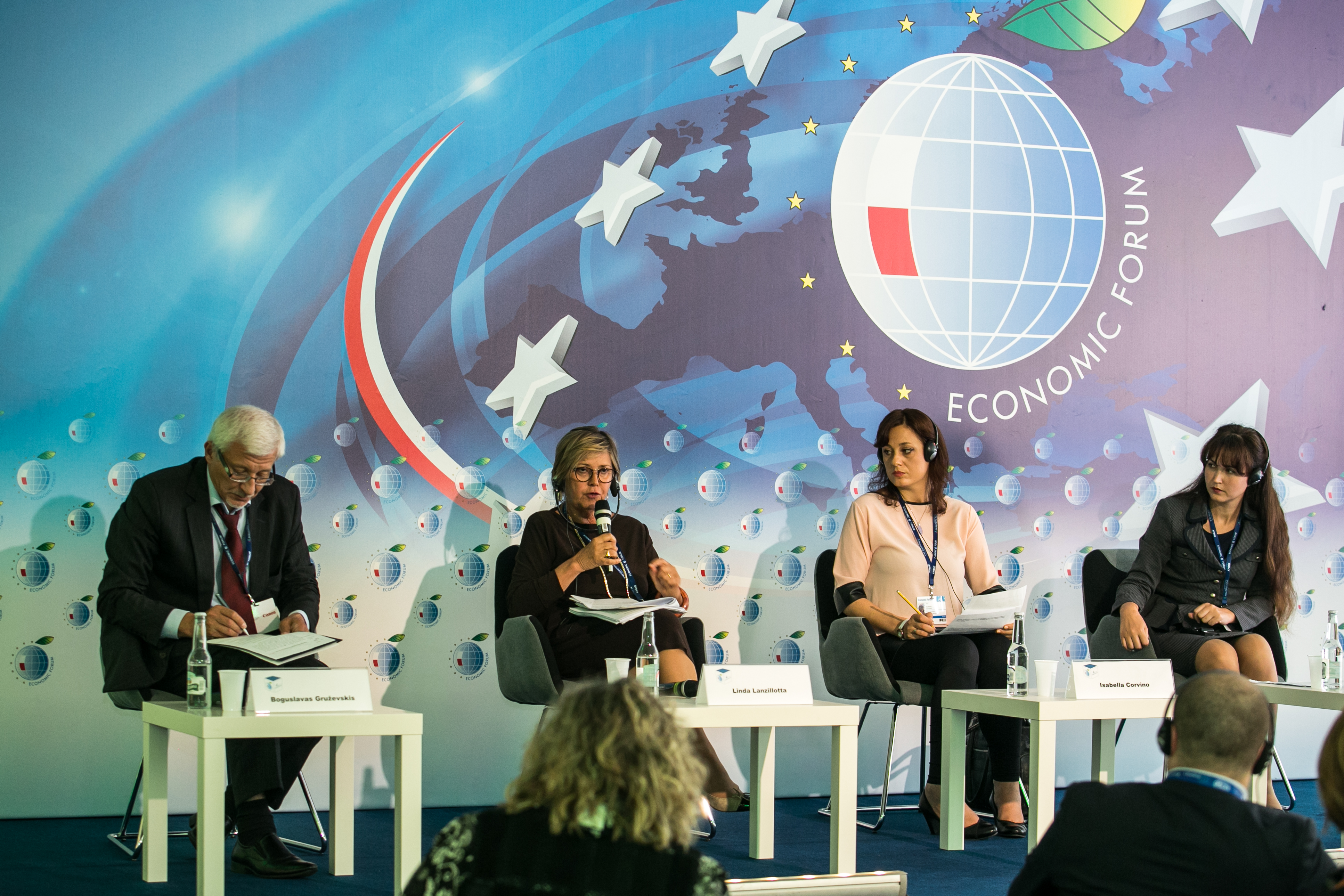
Linda Lanzillotta al Forum Economico di Krynica

Al Forum sono intervenuti anche numerosi relatori dall’Italia, tra cui:
Mario Baldassarri, Cristina Bargero, Pietro Bartolo, Brando Benifei, Stella Bianchi, Francesco Boccia, Lelio Bonaccorso, Mercedes Bresso, Adriana Cerretelli, Edmondo Cirielli, Barbara Contini, Vincenzo Camporini, Vannino Chiti, Massimo D'Alema, Manlio Di Stefano, Jas Gawronski, Pier Giorgio Gawronski, Federico Ghizzoni, Paolo Guerrieri, Linda Lanzillotta, Marco Meloni, Mario Monti, Ferdinando Nelli Feroci, Michele Nicoletti, Alessandro Ortis, Marcello Pera, Lapo Pistelli, Marco Rizzo, Paolo Russo, Francesco Rutelli, Lodovico Sonego, Giacomo Stucchi, Tiziano Treu, Luca Volontè, Amanda Zuffi.

## Programma
Oltre 200 dibattiti fanno parte del programma del Forum. I dibattiti vengono raggruppati in percorsi tematici, come: Business & management, Europa e il mondo, Forum delle Innovazioni, Forum delle Regioni, Forum della Sanità, Forum della Sicurezza, Forum Energetico, Investimenti e sviluppo, Nuova economia, Politica internazionale, Società, Stato e riforme.

## Eventi collegati
Il Forum Economico è un progetto complesso che viene accompagnato ogni anno da altri eventi, come: Forum Industriale, Forum Europa-Ucraina, Congresso Europeo delle Autorità Locali e Forum degli Investimenti.